# Lugdunine
La lugdunine est un antibiotique expérimental isolé en 2016 à partir de Staphylococcus lugdunensis (en), une bactérie présente notamment dans environ 30 % des cavités nasales humaines. Il s'agit d'un peptide non ribosomique macrocyclique de six résidus d'acides aminés plus un dérivé de thiazolidine. 
La lugdunine est un antibiotique naturel qui serait efficace contre des bactéries multirésistantes. Il présente notamment une action antibiotique contre Staphylococcus aureus.